# Slatina (Hron)
Die Slatina (ungarisch Szalatna) ist ein 55 km langer linker Nebenfluss der Hron in der Slowakei.
Der Fluss entspringt im Gebirge Poľana nördlich der Stadt Hriňová. Nach Hriňová fließt er überwiegend in westlicher Richtung durch Detva, Zvolenská Slatina bis zur Mündung bei Zvolen.